# 219861 Robertdecker
219861 Robertdecker este o planetă minoră (asteroid) din centura de asteroizi. A fost descoperită pe 6 februarie 2002 la Observatorul Național Kitt Peak de Marc Buie⁠(d). 
Obiectul prezintă o orbită caracterizată de o semiaxă mare de 2,8484033001434 UAi, o excentricitate de 0,074853544345108, o înclinație de 3,0687511987395 ° în raport cu ecliptica.